# 伊比井駅
伊比井駅（いびいえき）は、宮崎県日南市大字伊比井にある、九州旅客鉄道（JR九州）日南線の駅である。

## 駅構造
盛土上に島式ホーム1面2線を有する列車交換可能な地上駅。駅舎とホームは高い所にあるため、道路からは階段を登って行くこととなる。
無人駅。小振りなコンクリート製駅舎を備える。

### のりば
| のりば         | 路線    | 方向 | 行先             |
| -------------- | ------- | ---- | ---------------- |
| 東側（駅舎側） | ■日南線 | 下り | 油津・志布志方面 |
| 西側           | ■日南線 | 上り | 南宮崎・宮崎方面 |

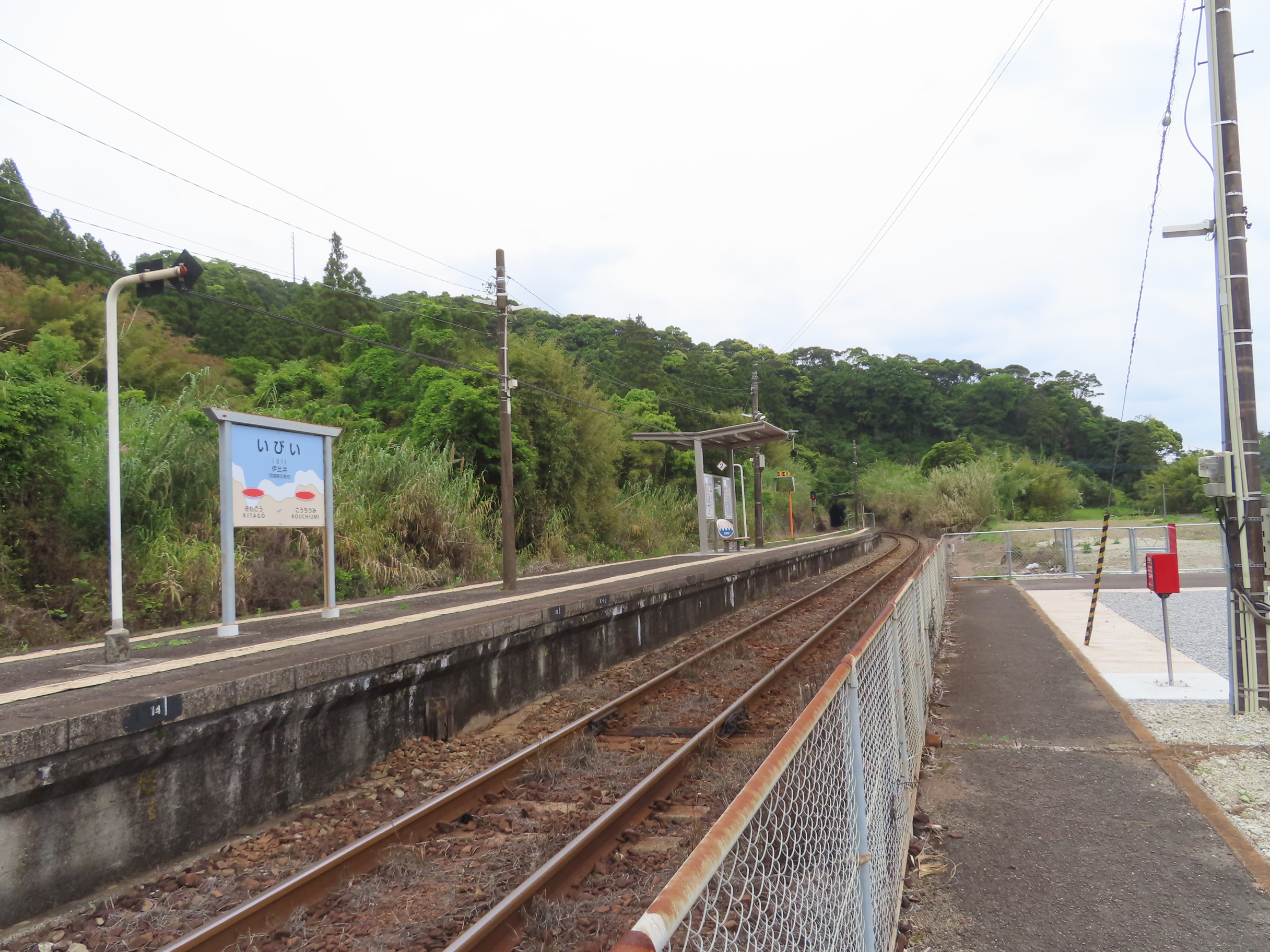
ホーム（2025年5月）
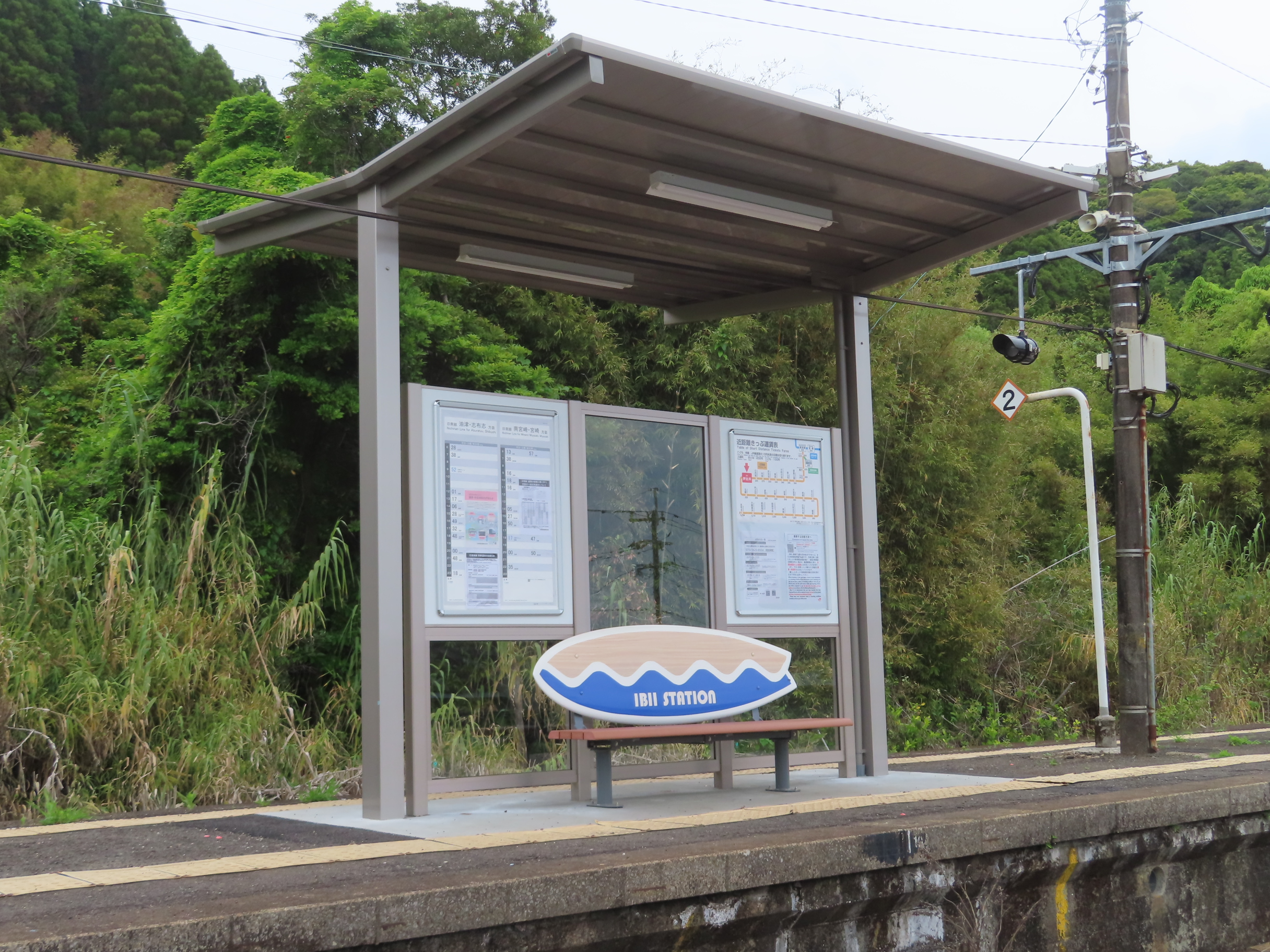
上屋（2025年5月）
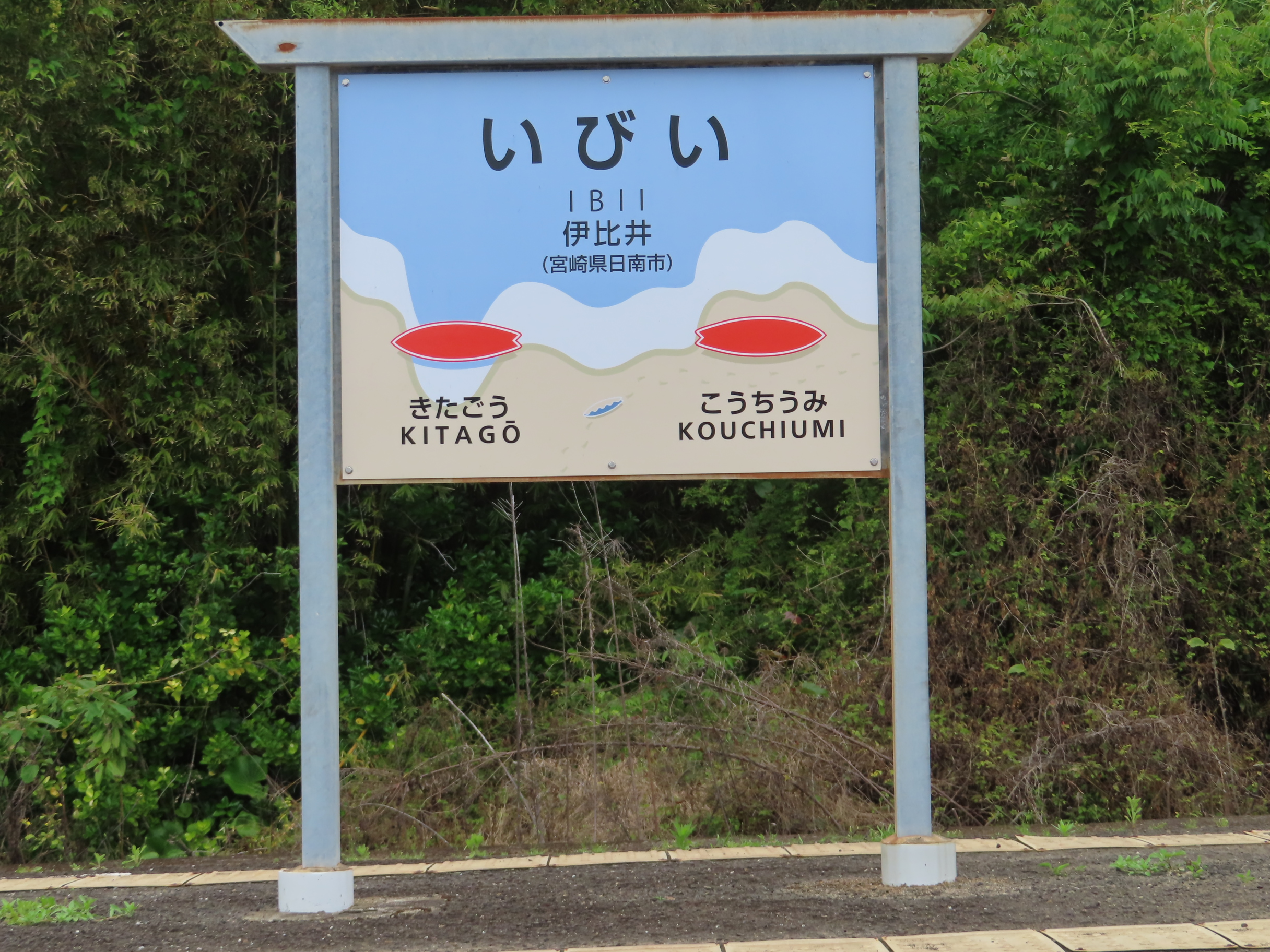
駅名標（2025年5月）

## 利用状況
2015年（平成27年）度の1日平均乗車人員は14人である。
近年の1日平均乗車人員の推移は以下の通り。
| 年度   | 1日平均 乗車人員 |
| ------ | ---------------- |
| 1996年 | 47               |
| 1997年 | 39               |
| 1998年 | 38               |
| 1999年 | 33               |
| 2000年 | 33               |
| 2001年 | 34               |
| 2002年 | 28               |
| 2003年 | 30               |
| 2004年 | 28               |
| 2005年 | 27               |
| 2006年 | 24               |
| 2007年 | 25               |
| 2008年 | 20               |
| 2009年 | 18               |
| 2010年 | 17               |
| 2011年 | 20               |
| 2012年 | 23               |
| 2013年 | 23               |
| 2014年 | 20               |
| 2015年 | 14               |

## 駅周辺
- 鵜戸神宮
- 冨土海水浴場

## 歴史

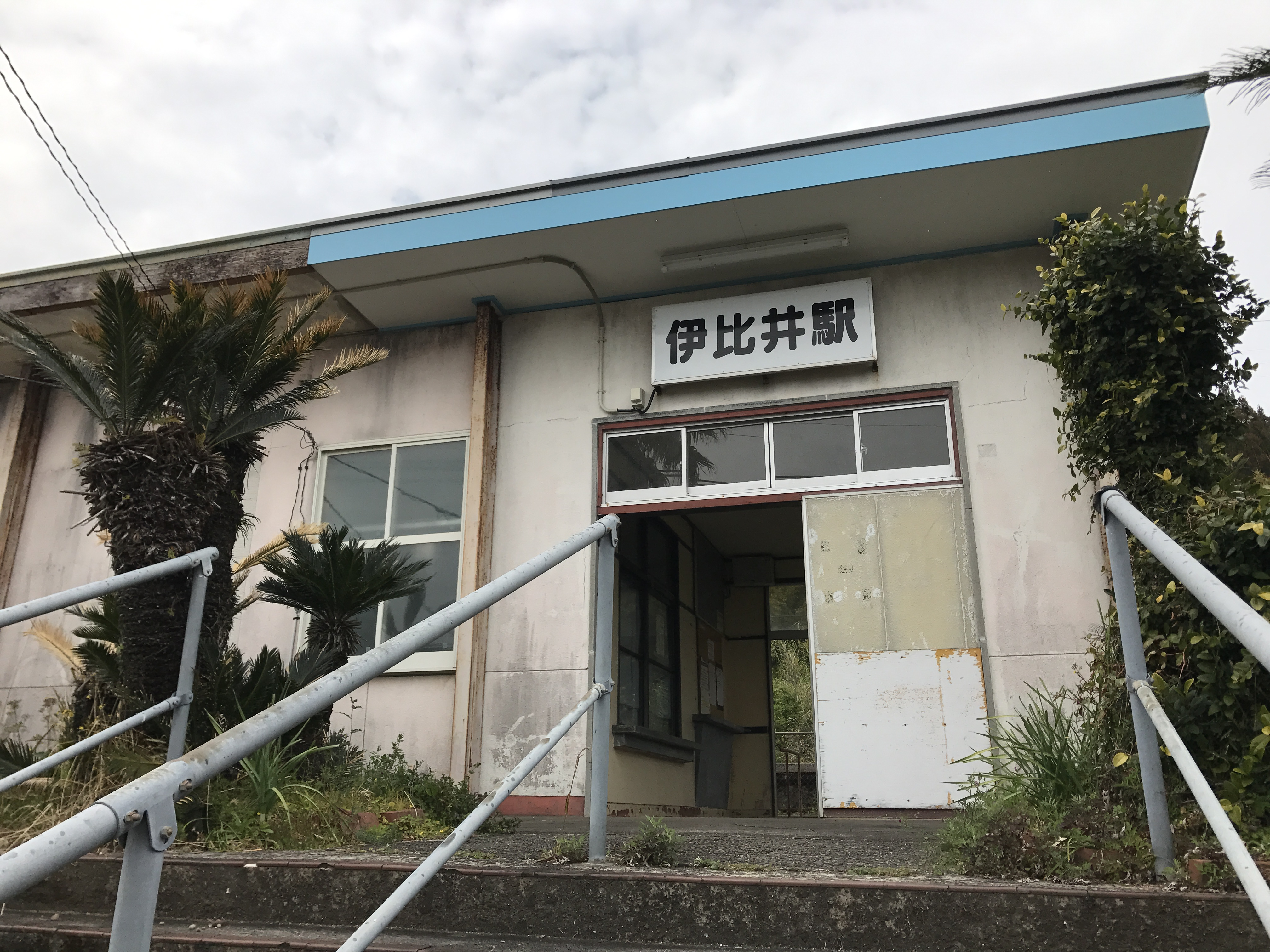
かつてあった駅舎（2017年3月）

- 1963年（昭和38年）5月8日：国鉄日南線の駅として開設[2]。旅客のみ取扱う無人駅[3]。
- 1987年（昭和62年）4月1日：国鉄分割民営化に伴い、九州旅客鉄道（JR九州）の駅となる[2]。
- 2022年（令和4年）4月1日：宮崎支社発足、鹿児島支社から同支社へ移管[4][5]。
- 2025年（令和7年）2月18日：駅のリニューアルを完了、駅名標が更新され、サーフボードをイメージしたベンチが設置された[6]。

## その他
- サントリー飲料水「緑水」TVCM（2002年）のロケ地として登場した（出演：宮崎あおい[1]）。
- 小池里奈DVD「里奈は本日天然なり」で一部ロケ地として登場した。
- 資生堂化粧水「エリクシールホワイト」のTVCM（2010年）のロケ地として登場した（出演：広末涼子[1]）。

## 隣の駅
九州旅客鉄道（JR九州）
■日南線
■快速「日南マリーン号」
青島駅  - 伊比井駅 - 北郷駅
■普通
小内海駅 - 伊比井駅 - 北郷駅